# Wilamowa
Wilamowa (niem. Alt Wilmsdorf) – wieś w Polsce położona w województwie opolskim, w powiecie nyskim, w gminie Paczków.
W latach 1975–1998 miejscowość administracyjnie należała do województwa opolskiego.
Do miejscowości należy przysiółek Książe.

## Nazwa
12 lutego 1948 r. ustalono urzędową polską nazwę miejscowości – Wilamowa, określając drugi przypadek jako Wilamowej, a przymiotnik – wilamowski.

## Historia
Wieś powstała około 1300 roku, ale jest prawdopodobieństwo, że założono ją równocześnie z Paczkowem. W 1864 roku mieszkańcy wsi własnym kosztem utworzyli szkołę jednoklasową i zbudowali pod nią parterowy budynek szkolny. W 1945 roku została przeniesiona do Szkoły Podstawowej w Trzeboszowicach. 28 maja 1949 roku założono na terenie wsi Rolniczą Spółdzielnię Produkcyjną jedną z najlepszych spółdzielni rolniczych w Polsce. Pierwszym prezesem RSP przez ponad 30 lat był Władysław Grabowski, poseł na sejm oraz odznaczony orderem Budowniczych Polski Ludowej.

## Zabytki
Do wojewódzkiego rejestru zabytków wpisane są:
- domy nr 12, nr 16/17, nr 36 i 37, nr 39, z XIX w.
- kościół pw. Marii Panny z Góry Karmel, obecnie Matki Bożej Szkaplerznej, został zbudowany i ufundowany przez miejscowego gospodarza Henkla w 1828 lub 1843 roku. Kościół powiększono i rozbudowano w 1901 roku. Od 24 sierpnia 2022 roku jest kościołem filialnym parafii św. Jadwigi w Trzeboszowicach. Wcześniej był kościołem filialnym parafii Wszystkich Świętych w Starym Paczkowie[7].